# Établissement public de télévision
O estabelecimento público de televisão (EPTV) (Árabe: المؤسسة العمومية للتلفزيون) anteriormente Fundação Nacional para a Televisão (ENTV) (المؤسسة الوطنية للتلفزيون) é a rede nacional de televisão pública argelina. E os produtos da empresa: Télévision Algérienne, Canal Algérie, Canal 3, Canal 4 e Coran TV 5.

## Canais

### Télévision Algérienne
A televisão argelina (em árabe: التلفزيون الجزائري, em francês: Télévision Algérienne), é a primeira rede pública geral argelina do grupo Public de Estabelecimento de Televisão (EPTV em francês), começou a transmitir seus programas em 24 de dezembro de 1956 durante os Período colonial francês na Argélia. É um dos canais de televisão mais importantes da Argélia. Produz programas de diversão e diversão, além de várias séries e filmes argelinos.

### Canal Algérie
EPTV foi o único canal de televisão até 1994, quando o Canal Algérie de língua francesa foi criado.
Canal Algérie está disponível na Europa no serviço de satélite Eutelsat (Hotbird e Astra).
Também está disponível nos serviços de televisão a cabo do francês Numericable e Monaco MC Cable.